# Перес, Хулио Хервасио
Ху́лио Херва́сио Пе́рес Гутье́ррес (исп. Julio Gervasio Pérez Gutiérrez; 19 июня 1926, Монтевидео — 22 сентября 2002, Монтевидео) — уругвайский футболист, полузащитник.

## Биография
Начал игровую карьеру в клубе «Расинг» из Монтевидео в 1946 году. Дебютировал в первом дивизионе Уругвая в 1948 году в составе другого столичного клуба — «Ривер Плейта».
С 1950 по 1957 год он играл за клуб «Насьональ», став чемпионом Уругвая четыре раза. Он провёл 22 матча и забил 9 голов за сборную Уругвая, с 1950 по 1952 год. В 1950 году в составе сборной он стал чемпионом мира по футболу. Участник чемпионата Южной Америки 1955.
В 1957 году выступал в Бразилии за клуб «Интернасьонал». Спустя год Перес вернулся в Уругвай и выступал в профессиональном футболе до 1960 года в клубе «Суд Америка». Затем провёл 3 года в региональных любительских лигах департаментов Канелонеса, Лавальехи и Рочи.
После завершения игровой карьеры работал тренером в различных уругвайских клубах. Тренировал также парагвайскую «Олимпию» в 1980 году, а затем мексиканский клуб «Веракрус».
Хулио Хервасио Перес скончался 22 сентября 2002 года в Монтевидео.

## Достижения

### Командные
- Чемпион Уругвая (4): 1950, 1952, 1955, 1956
- Чемпион мира: 1950

### Личные
- Лучший бомбардир Кубка Монтевидео: 1953 (4 гола)